# Lotte H. Eisner
Lotte H. Eisner (Berlín, 5 de març de 1896 – París, 25 de novembre de 1983) va ser una crítica de cinema, historiadora de l'art, escriptora, arxivera i comissària artística germano-francesa. Eisner va treballar inicialment com a crítica de cinema a Berlín, després a París, on el 1936 va conèixer Henri Langlois, amb qui va fundar la Cinémathèque Française, els fons de la qual va contribuir a dotar.

## Primers anys i formació
Lotte Henriette Regina Eisner va néixer a Berlín, filla del fabricant tèxtil Hugo Eisner i la seva dona Margarethe Feodora Aron. Eisner va créixer en un pròsper entorn jueu de classe mitjana i el 1924 va obtenir un doctorat de la Universitat de Rostock. La seva tesi va ser sobre el desenvolupament de la composició de la imatge en gerros grec.

## Carrera
El 1924 va començar a treballar com a crítica de teatre independent fins que al 1927 Hans Feld, un amic del seu germà, va suggerir que treballés per a ell a Film Kurier, un dels molts mitjans comercials de cinema a Berlín. Es va incorporar a Film Kurier com a periodista, escrivint-hi una barreja d'articles i entrevistes i de tant en tant crítica cinematogràfica, inclosa l'estrena de Mädchen in Uniform. La majoria de les estrenes i els principals llargmetratges comercials van ser revisats pels homes de la plantilla, però de tant en tant se li permetia avaluar-los. El 1932, amb l'auge del nacionalsocialisme, es va convertir en editora de proves i revisora en cap, quan els membres del personal van començar a abandonar Alemanya.
El març de 1933, només tres mesos després que Adolf Hitler esdevingués canceller, Eisner va fugir de Berlín a París, on vivia una germana. Hi va viure de manera precària, agafant qualsevol feina que pogués trobar (com ara traductora o cangur), i treballant sempre que li era possible com a crítica de cinema independent per a revistes i diaris internacionals. El 1940 va ser reclutada en el primer Rafle du billet vert i portada al Vel d'Hiv amb centenars d'altres dones jueves solteres. Des d'allà, van ser traslladades al camp d'internament de Gurs, als Pirineus, un camp de concentració dirigit pels francesos per als alemanys. Al cap d'uns mesos, va aconseguir fugir-ne i va viatjar a Montpeller, on es va matricular breument com a estudiant abans de trobar en el seu camí Rodez i el pastor Exbrayat, que l'ajudà a obtenir papers falsos; en conseqüència es va convertir en Louise Escoffier, de la regió d'Alsàcia. Va romandre en contacte amb Henri Langlois, que es trobava a París, i col·locava llaunes de pel·lícula en llocs secrets del país per evitar que caiguessin en mans dels nazis. Un d'aquests llocs era prop de Figeac, al centre de França, als cellers del Château de Béduer. Langlois va demanar a Eisner que hi anés per preservar les pel·lícules (inclosa El gran dictador). Eisner ho va aconseguir, en condicions de fred glacial, abans de quedar-se sense diners. Necessitada d'ajuda, va aconseguir una feina en una escola de noies a Figeac. Maltractada, va començar a ensenyar alemany a unes noies espanyoles que vivien amb la mestra de l'escola local, Madame Guitard, que la va acollir; hi va romandre fins a l'alliberament de París a finals d'agost de 1944.
Després, Eisner es va unir a Langlois i es va convertir en la comissària en cap de la Cinémathèque Française, on durant un període de quaranta anys va ser responsable de recollir, guardar i comissariar pel·lícules, vestuari, escenografia, obres d'art, càmeres i guions per a la Cinémathèque. Al mateix temps, Eisner va començar a treballar en privat en el seu llibre L'Écran démoniaque, més tard traduït com La pantalla encantada, que va descriure en una carta a Fritz Lang com «un llibre sobre el cinema mut alemany». També va publicar assaigs, articles i ressenyes cinematogràfiques en revistes com la Revue du cinéma, que més tard esdevingué Cahiers du cinéma. El 1952 Eisner va publicar L'Écran démoniaque, el seu llibre més aclamat, un estudi sobre la influència de l'esperit de l'expressionisme alemany en el cinema, traduït a l'anglès com a The Haunted Screen el 1969. Eisner va publicar posteriorment estudis de FW Murnau (1964) i de Fritz Lang (1976), amb la col·laboració de Lang. Murnau va rebre el Premi Armand Tallier el 1965.

## L'Écran démoniaque
L'Écran démoniaque (1952, publicat primer en francès, després el 1955 en alemany, Die Dämonische Leinwand) és l'obra més important d'Eisner. Ofereix una reconsideració del cinema expressionista alemany, seriosament desacreditat en l'immediata postguerra per haver estat considerat una de les fonts estètiques del nazisme, sobretot per Siegfried Kracauer en el seu influent De Caligari a Hitler (1947).

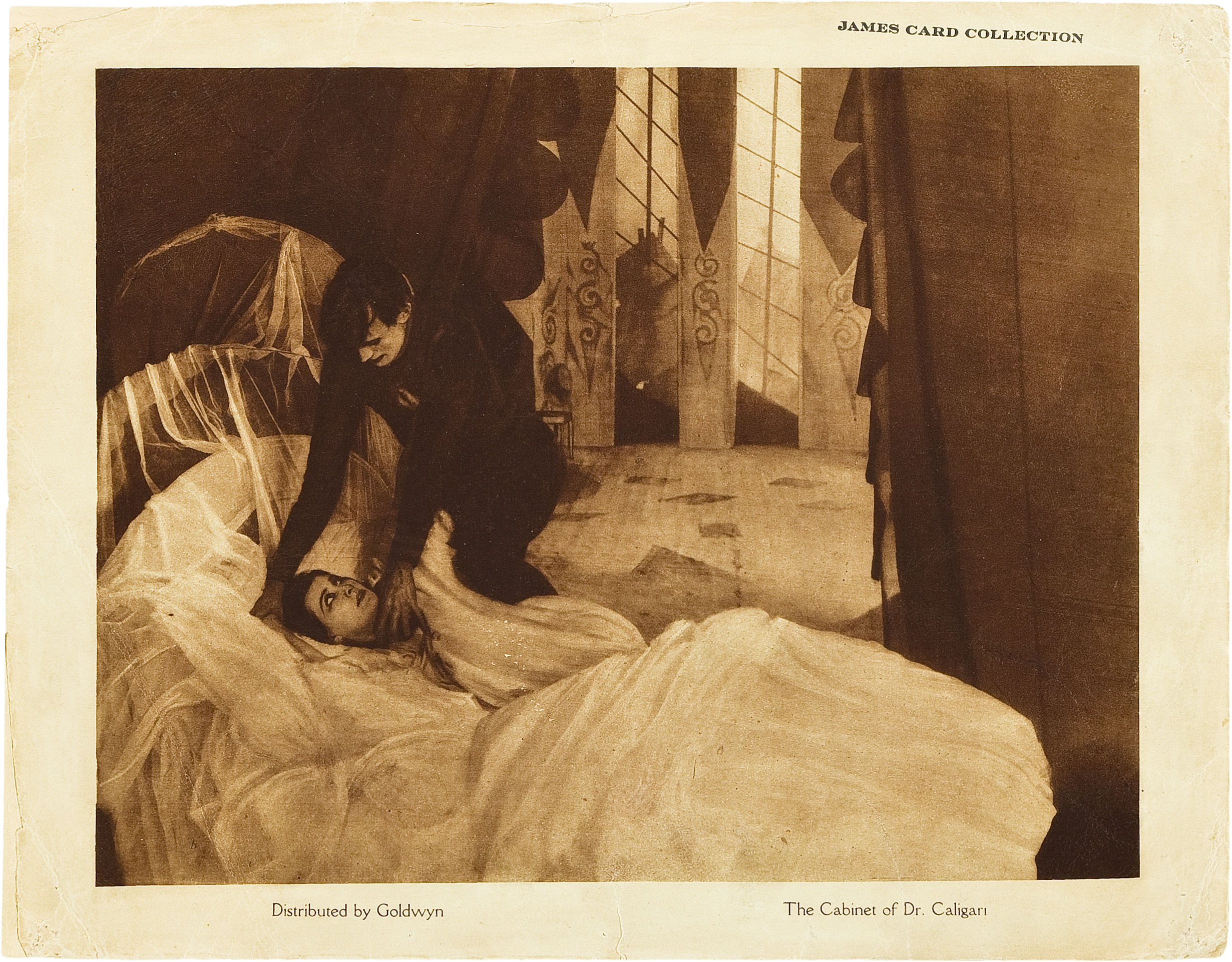
El Gabinet del Doctor Caligari

Eisner desplega una anàlisi magistral del cinema expressionista en 20 capítols. Ofereix la seva lectura de més de quaranta pel·lícules del període 1920-33, començant per El gabinet del doctor Caligari (1920). També introdueix els conceptes clau per apropar-se al cinema de l'època (clarobscur, estat d'ànim, ambient, joc de càmera).
Eisner explica en el seu prefaci a la traducció anglesa (The Haunted Screen) què significa «demoníaca», que no té relació amb els dimonis, sinó que es pren en el sentit de l'etimologia grega (δαίμων, daimōn) per significar, seguint Goethe amb aquesta mateixa paraula, «que es relaciona amb la naturalesa dels poders sobrenaturals».
De fet, Eisner posa com a epígraf de la seva obra la citació de Leopold Ziegler extreta de Das Heilige Reich der Deutschen (El Sagrat Imperi dels Alemanys, 1925), que utilitza la paraula «demoníac» en aquest sentit d’«espiritual»: «L'home alemany, és l'home demoníac (dämonisch) per excel·lència. De debò sembla l'abisme que no es pot omplir, la nostàlgia que no es pot apaivagar, la set que no es pot saciar...». De fet, Eisner centra la seva reflexió en la manera com l'expressionisme reflecteix el que ella anomena «l'esperit alemany».
Eisner explora primer les fonts de l'estil cinematogràfic expressionista. Destaca dues fonts que els crítics anteriors havien subestimat: d'una banda la literatura expressionista i els seus escrits teòrics (en contrast amb la historiografia habitual que posava èmfasi en el paper de les arts visuals expressionistes); de l'altra, la posada en escena teatral, en particular l'obra del pioner Max Reinhardt, contra la qual va reaccionar l'expressionisme.
Pel que fa a la teoria literària, Eisner es basa especialment en l'assaig de Kasimir Edschmid, Sobre el tema de l'expressionisme a la literatura (1919), que veu en l'expressionisme una reacció a l'impressionisme. Si l'impressionisme es va centrar en la percepció de les aparences externes, l'expressionisme negava la rellevància d'aquestes percepcions superficials per tal de concentrar-se en la veritat més profunda de les coses (“L'expressionista no veu, té visions”, diu Eisner, repetint la famosa fórmula d'Edschmid).
A partir d'aquestes premisses bàsiques, L'Écran démoniaque analitza les principals pel·lícules de l'expressionisme. Les figures que reben més atenció són F. W. Murnau i Fritz Lang. I es fixa no només en el treball dels directors, sinó també en el de guionistes, escenògrafs, operadors de càmera, actors i actrius (per exemple, Louise Brooks) i productors (per exemple, Ewald André Dupont). El llibre, més enllà del cinema expressionista, presenta una història general del cinema alemany. Està il·lustrat, amb instantànies de les pel·lícules, però també amb fotografies fetes als platós.

## Influència en els joves cineastes
A finals de la dècada de 1950 es va fer amiga i mentora de Werner Herzog i d'altres joves cineastes alemanys destacats, com Wim Wenders, Volker Schlöndorff i Herbert Achternbusch. Quan Eisner va caure greument malalta, el 1974, Herzog va caminar de Munic a París a l'hivern i va comentar: «Era clar per a mi que si ho feia, Eisner no moriria». El llibre En el camí del gel (Vom Gehen im Eis, 1978), de Werner Herzog, és el diari d'aquest recorregut. Eisner apareix al documental autobiogràfic Portrait Werner Herzog d'Herzog (1986). I tant la pel·lícula de Wenders Paris, Texas (1984) com la de Werner Herzog L'enigma de Gaspar Hauser de (1974), estan dedicades a la seva memòria.

## Mort i llegat
Quan va morir, al 1983, el ministre francès de Cultura, Jack Lang, va declarar que la pèrdua d'Eisner seria «una gran pèrdua per al cinema francès» que seria «sentida amb profunda tristesa pels seus nombrosos amics del món del cinema».
L'any 1984, pòstumament, es van publicar les memòries d'Eisner Ich hatte einst ein schönes Vaterland (Una vegada vaig tenir una bella pàtria). El títol és una cita del poema In der Fremde (Abroad), de Heinrich Heine.

## Reconeixements
Eisner es va convertir en ciutadana francesa el 1955 i, com a resultat, va ser especialment honorada de rebre el 1982 el títol de Cavaller de l'Ordre Nacional de la Légion d'honneur i el de Chevalier des Arts et des Lettres, el 1982.
S.M. Horowitz li va dedicar el documental Lotte Eisner in Germany (1947).
A la Cinémathèque française, la tercera sala de projecció més gran (95 places) porta el seu nom.

## Obres
- Murnau, França 1964, EUA i Regne Unit 1972
- Fritz Lang, Da Capo Press, Nova edició 1986,ISBN 0-306-80271-6
- Die dämonische Leinwand, engl. The Haunted Screen: Expressionism in the German Cinema and the Influence of Max Reinhardt, University of California Press, segona edició 2008,ISBN 0-520-25790-1
- Ich hatte einst ein schönes Vaterland. Memòria, Munic: dtv, 1988. Dictat a Martje Grohmann al final de la seva vida, aquest llibre és una memòria de la seva vida a Berlín, la fugida a París, les experiències en temps de guerra i finalment el treball a la Cinémathèque Française. Parla amb detall dels molts cineastes, dissenyadors i actors sorprenents que va conèixer durant la seva llarga vida.